# Jeanne-Marie Leprince de Beaumont
Jeanne Marie Leprince de Beaumont, född 26 april 1711 i Rouen, Frankrike, död 8 september 1780, var en fransk markisinna och romanförfattare, journalist och tidningsredaktör. Hon skrev berättelsen om Skönheten och odjuret.

## Biografi
Beaumont föddes i Rouen i Normandie i Frankrike. Hon var dotter till Jean Baptiste Leprince, juvelerare i Paris, och Marie Barbe Plantard. Hennes familj var fattig och när hon var 11 år gammal dog modern och flera av syskonen adopterades bort.
Hon gifte sig 1737 med Claude Antoine Malter, dansmästare, var 1743-1745 med MJ de Beaumont, och vid okänd tidpunkt (cirka 1756-1763) med britten Thomas Pichon "Tyrell". Hennes två första äktenskap tycks ha slutat i skilsmässa. 
Hon fick en god utbildning, och var under hela sitt liv verksam som guvernant och skollärare. Från 1725 till 1735 undervisade hon barn i Ernemont, några mil utanför Rouen. Hon arbetade även som sångpedagog under en tid. Hon uppges ha levt i Lothringen och Nederländerna innan hon kom till London. År 1746 emigrerade hon till England för att bli guvernant i London. Hon återvände till Frankrike och uppges 1764 leva i ett kloster i Savojen efter att under en tid ha varit skådespelare i Marseilles.  
Hon skrev Skönheten och Odjuret och andra klassiska franska sagor. Hennes första verk, den moralistiska romanen Le Triomphe de la vérité, utkom 1748. Hon fortsatte sin litterära karriär genom att publicera många skolböcker och anses vara en av de första att skriva sagor avsedda för barn.
Det är för sin verksamhet som journalist hon är känd, även om hon aldrig lyckades leva på yrket utan främst försörjde sig som lärare. Hon debuterade som brevjournalist genom Le Triomphe de la vérité 1748. Under sin tid i England 1748-1761 bidrog hon ofta med artiklar till The Spectator. Hon utgav tidningen Le Nouveau Magasin français, ou Bibliothèque instructive et amusante 1750-1752. Hon utgav också flera böcker och handskrifter, främst om barnuppfostran. 
Hennes bästa artiklar ur Le Nouveau Magasin utgavs av Œuvres mêlées de Madame Leprince de Beaumont 1775 (Maestricht, 6 vol.).